# Theodore Sedgwick
Theodore Sedgwick, född 9 maj 1746 i West Hartford, Connecticut, död 24 januari 1813 i Boston, Massachusetts, var en amerikansk jurist och politiker (federalist). Han var talman i USA:s representanthus 1799-1801. Han var far till författarinnan Catharine Sedgwick och farfar till författaren Theodore Sedgwick.
Han studerade teologi vid Yale College. Han avlade ingen examen vid Yale men studerade sedan juridik under Mark Hopkins. Han inledde 1766 sin karriär som advokat i Great Barrington, Massachusetts.
Han var ledamot av kontinentala kongressen 1785, 1786 och 1788. Han blev sedan invald i den första kongressen i USA:s representanthus. Han var först ledamot av representanthuset 1789-1796. Efter tre år som ledamot av USA:s senat återvände han till representanthuset för en mandatperiod och tjänstgjorde som talman. Han var domare i Massachusetts högsta domstol 1802-1813.